# سیلات

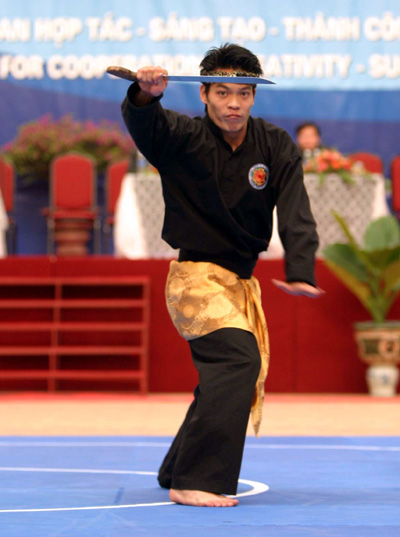
یک ورزشکار ویتنامی سیلات مجهز به اسلهٔ گولوک

سیلات (انگلیسی: Silat) یک واژه عمومی و کلی است که به مجموعه‌ای از هنرهای رزمی بومی در جنوب شرق آسیا مشتمل بر شبه‌جزیره مالایا، مجمع‌الجزایر مالایی، جزایر اندونزی و جنوب ویتنام گفته می‌شود.
این ورزش رزمی ابتدا در اندونزی، مالزی شبه‌جزیره‌ای، جنوب تایلند و سنگاپور ابداع شد و به‌طور سنتی در برونئی، ویتنام مرکزی و جنوب فیلیپین هم انجام می‌شود.
صدها سبک و مکتب مختلف برای این ورزش وجود دارد که البته تمرکز همگی آنها بر ضربات حمله‌ای، بکارگیری مفاصل حریف، پرتاب‌ها و اسلحه‌های سرد مخصوص است.
سیلات یکی از ورزش‌های بازی‌های جنوب شرق آسیا و بازی‌های آسیایی ۲۰۱۸ بود.
این ورزش در کشور اندونزی با عنوان پنچاک سیلات شناخته می‌شود. هر دو پنچاک سیلات و سیلات در دسامبر ۲۰۱۹ توسط یونسکو به عنوان میراث فرهنگی ناملموس شناخته شدند.